# ريدجو إميليا

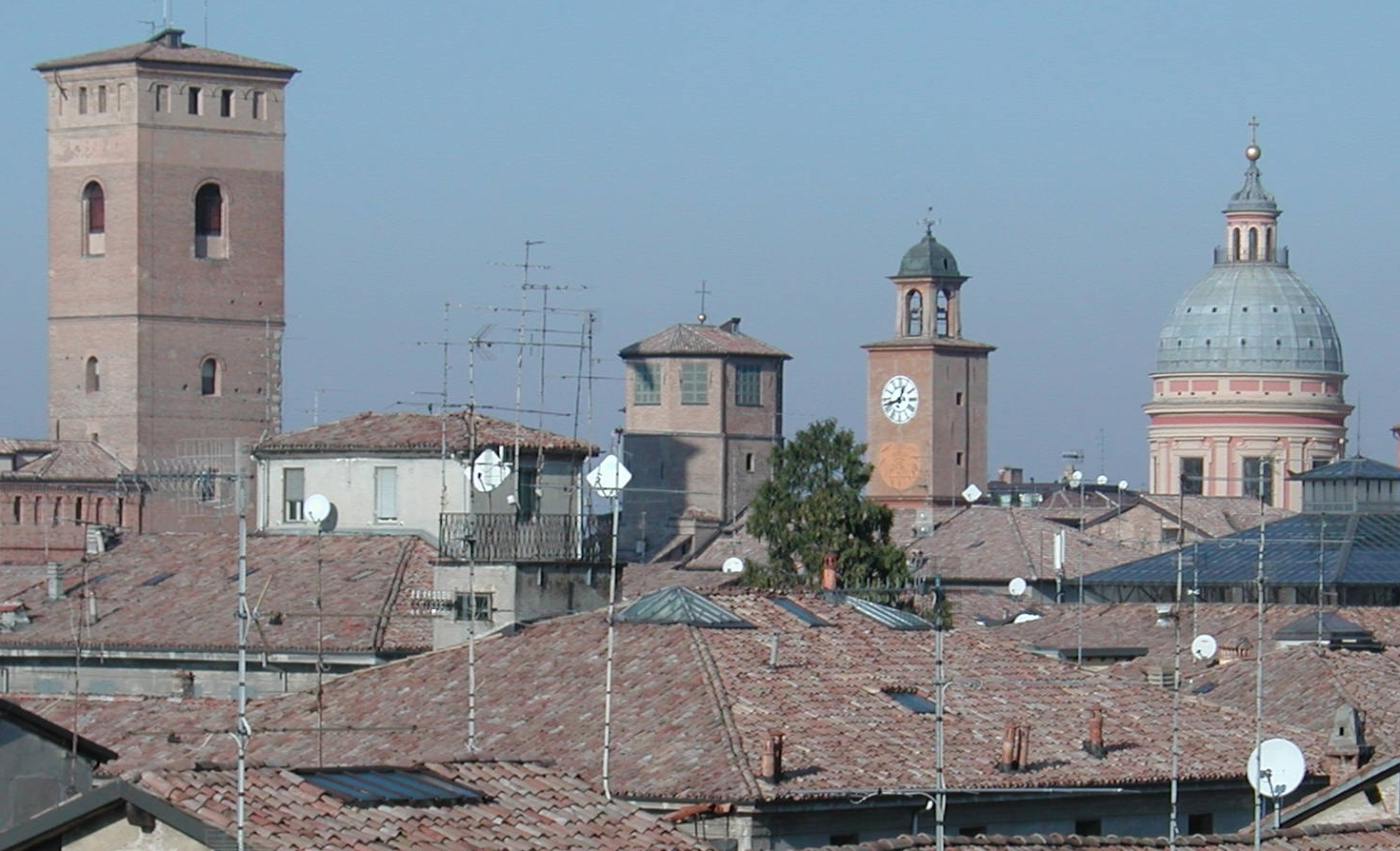
الأسقف

ريدجو إميليا (بالإيطالية: Reggio nell`Emilia)‏ وتلفظ اختصاراً (بالإيطالية: Reggio Emilia)‏. مدينة شمال إيطاليا بإقليم إميليا رومانيا وعاصمة مقاطعة ريدجو إميليا، يقطنها 160583 ساكن، وتقع على طول فيا إميليا بين مدينتي مودينا شرقا وبارما غربا.
أراضيها البلدية سهلية بالكامل، تقع في وادي بو، ويعبرها نهر كروستولو. شهدت المدينة زيادة حضرية وديمغرافية مطردة منذ بدايات القرن العشرين وحتى الوقت الحاضر.
لبلدها القديمة شكل سداسي، وقد استمدت ذلك من الأسوار القديمة، وأهم مبانيها تعود للفترة ما من بين السادس عشر وثامن عشر.

## السكان
في سنة 1861 بلغ عدد السكان 46٬856 نسمة، وتطور العدد ليصل في سنة 2011 لـ 162٬082 نسمة.
يظهر هذا المخطط البياني تطور النمو السكاني لـ ريدجو إميليا

## التاريخ

### التاريخ القديم والعصور الوسطى المبكرة

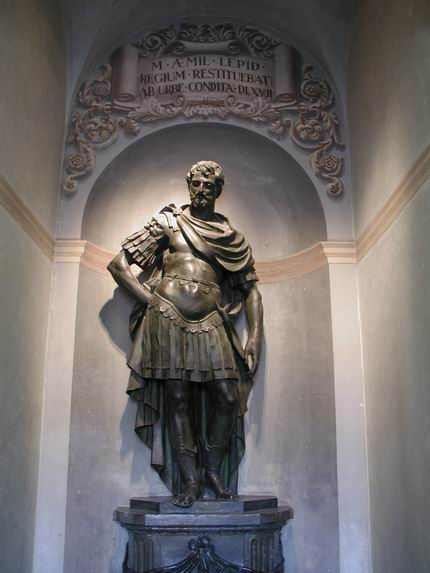
ماركوس ايميليوس ليبيدوس

رغم أن ريدجو ليست رومانية الأصل إلا أنها بدأت كموقع تاريخي بإنشاء ماركوس ايميليوس ليبيدوس لطريق إميليا الواصل بين بياتشنسا وريميني (187 ق.م). أصبحت ريدجو مركز إدارة قضائية بساحة رومانية سميت أولا ليبيدي (Lepidi) ثم ليبيدوم ريجيوم (Lepidum Regium) وفي النهاية سميت ببساطة ريجيوم Regium ومنها أتى اسم المدينة الحالي.
ذكر ريجيوم خلال العصر الروماني سكستوس بومبيوس فيستوس وشيشرون فقط، كإحدى المحطات العسكرية على طريق إميليا. ومع ذلك كانت مدينة مزدهرة، بلديةً بقوانينها وحكامها ومدرستها الفنية الخاصة بها.
جلب القديس أبوليناريس المسيحية في القرن الأول. وتؤكد المصادر الوجود الأسقفي في ريدجو بعد مرسوم ميلانو عام 313. عند نهاية القرن الرابع كانت حالة ريدجو متردية للغاية لدرجة أن القديس أمبروسيوس صنفها ضمن المدن الخربة، زاد دمارها بفعل غزوات البرابرة. في عام 440 سلّم رأس الإمبراطورية الرومانية الغربية فالنتينيانوس الثالث أبرشية ريدجو إلى رافينا. عند سقوط الإمبراطورية الغربية عام 476 كانت ريدجو جزءا من مملكة أودواكر. وفي سنة 489 صارت ضمن مملكة القوط شرقيين ؛ ولاحقاً تبعت إكسرخسية رافينا في عام 539 وهو مركز القوة البيزنطي في إيطاليا. ولكن ألبوين ملك اللومبارديين استولى عليها عام 569. واختيرت ريدجو مقرا لدوقية ريدجو.
أخضها الفرنجة في سنة 773، وأعطى شارلمان الأسقف سلطةً ملكيةً على المدينة وأقام حدود الأبرشية سنة 781. في عام 888 سُلمت ريدجو إلى ملوك إيطاليا، ثم دمرها المجريون تدميراً كبيراً بعد عام وقتلوا الأسقف أتسو الثاني. وبسبب ذلك بنيت أسوار جديدة. وفي 31 أكتوبر من عام 900 أصدر الإمبراطور لويس الثالث الأعمى إذنا بإقامة قلعة في مركز المدينة.
في عام 1002 دُمجت أراضي ريدجو مع تلك في بريشا وبارما ومودينا ومانتوفا وفيرارا ضمن حدود توسكانا والتي حكمتها في وقت لاحق ماتيلدي.

### ريدجو كبلدية

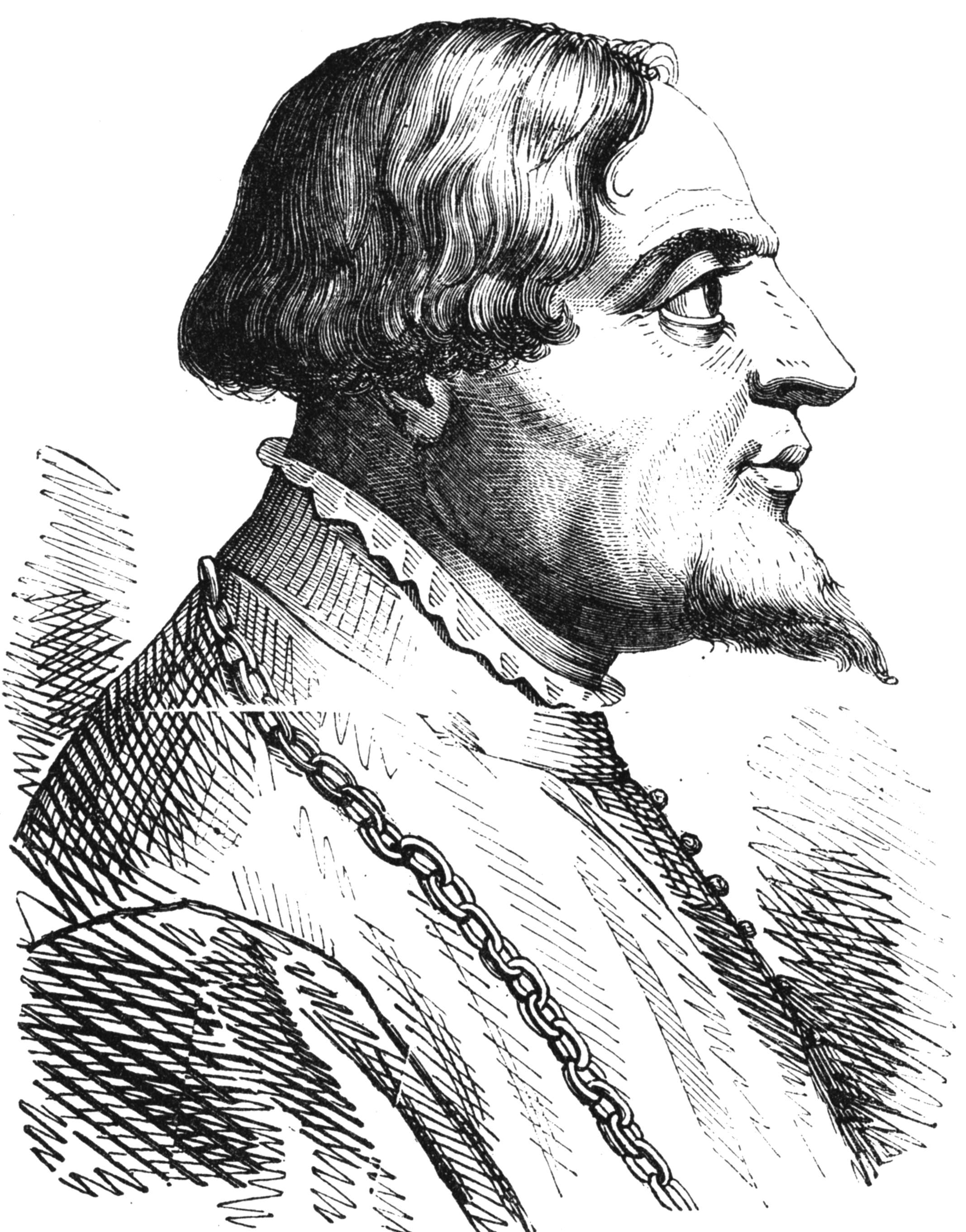
جان غالياتسو فيسكونتي

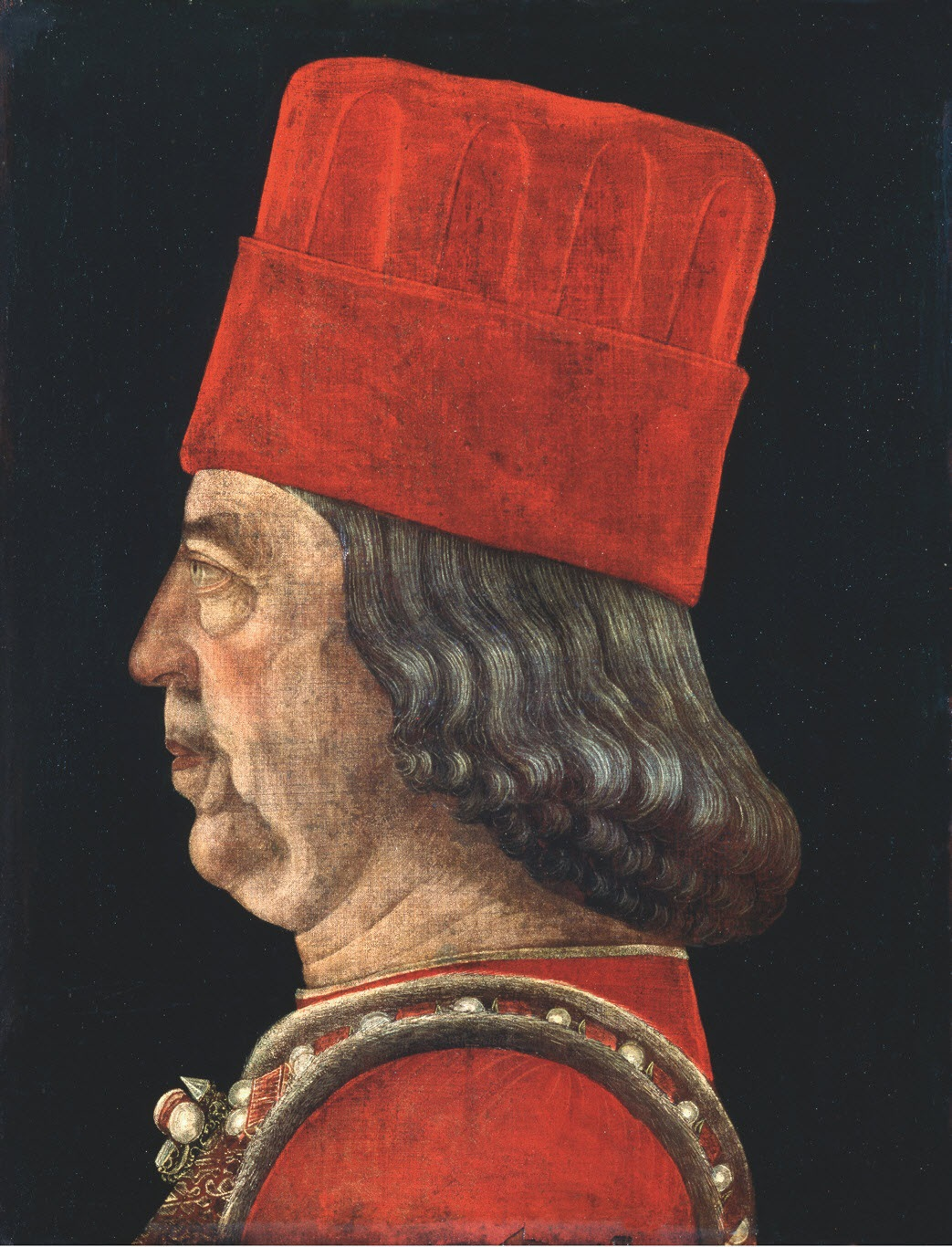
بورسو إستي

حوالي نهاية القرن الحادي عشر أو بداية القرن الثاني عشر أصبحت ريدجو بلدية حرة. في سنة 1167 كانت عضواً بالرابطة اللومباردية ضد فريدريك الأول بربروسا وشاركت في معركة لنيانو. ووقعت المدينة عام 1183 معاهدة كونستانس، ومن خلالها تقلد قنصل الريدجاني رولاندو ديلا كاريتا المنصب الإمبراطوري. كان لفترة السلام التالية أثر إيجابي على تطورها : فقد اعتمدت ريدجو قوانين جديدة، وسُكت العملة، وفتحت مدارس دعي إليها أشهر المعلمين، وتوسعت التجارة وساهم هذا المناخ بازدهار الفنون، كما زاد سيطرة المدينة على قلاع أراضيها القريبة.
لكن القرنين الثاني عشر والثالث عشر شهدا نزاعات داخلية شديدة. الحرب ضد بارما (1152)، الصراع بين فصيلي سكوبياتساتي وماتسابيرليني، والحرب ضد مودينا، والحرب ضد مانتوفا، والخلاف بين روجيري ومالاغوتسي (1232)، ثم بين سيسي وفولياني الذي أخذ طابع صراع الغويلفيين والغيبلينيين. دخل المدينة عام 1260 خمسة وعشرون ألف تائب يقودهم ناسك بيرودجي، فهدأت هذه الحادثة الوضع لمدة. لكن سرعان ما عادت الخلافات، ففي عام 1265 قتل الغويلفيون زعيم الغيبلينيين كاكو دا ريدجو وأخذوا السيادة. ولكن النزاع استمر ما بين الأسقف وفصيل جديد هو السفليين والعلويين والذي انتصر في النهاية.
لوقف اعتداءات الأسر القوية مثل سيسي وفولياني وكانوسا، أعطى مجلس شيوخ ريدجو حكم المدينة لمدة ثلاث سنوات لأوبيتسو الثاني ديستي. قاد هذا الاختيار إلى سيادة آل إستي عليها، فقد استمر أوبيتسو في الحكم بعد انتهاء المدة. ولكن الردجانيون طردوا ابنه أتسو بمساعدة حاكم بارما جلبيرتو دا كوريدجو في عام 1306، وأنشئوا جمهورية يحكمها 800 من الشعب. وفي عام 1310 فرض الإمبراطور هنري السابع الماركيز سبينيتو مالاسبينا كنائب، لكنه سرعان ما طرد من المدينة. اختفت الجمهورية عام 1326 باحتلال الكاردينال بيلتراندو دل بودجيتو للمدينة باسم البابا يوحنا الثاني والعشرون.
استولى عليها على التوالي يوهان الأول ونيكولو فولياني ومارتينو ديلا سكالا الذي أعطاها في عام 1336 إلى لويجي غونزاغا. لكي يبنى غونزاغا القلعة في حي سانت نازاريو ودمـّر 144 منزلا. في عام 1356 استولت عليها آل فيسكونتي الميلانيين بمساعدة ألفي منفي ريدجاني، فبدءت فترة مضطربة من تقاسم السلطة مع آل غونزاغا، وفي النهاية باع آل غونزاغا ريدجو لآل فيسكونتي بمبلغ خمسة آلاف دوقية. عند موت جان غالياتسو فيسكونتي سيطر عليها في عام 1405 أوتوبونو تيرسي طاغية بارما، والذي قتله ميكيلي أتندولو سفورزا وسلم المدينة إلى نيكولو الثالث من آل إستي، فأصبح سيد ريدجو. بيد أن المدينة حافظت على حكم ذاتي نسبي، بقوانين وعملة خاصة بها. خلف نيكولو ابنه ليونيلو ثم ابنه بورسو إستي منذ عام 1450.

### دوقية ريدجو

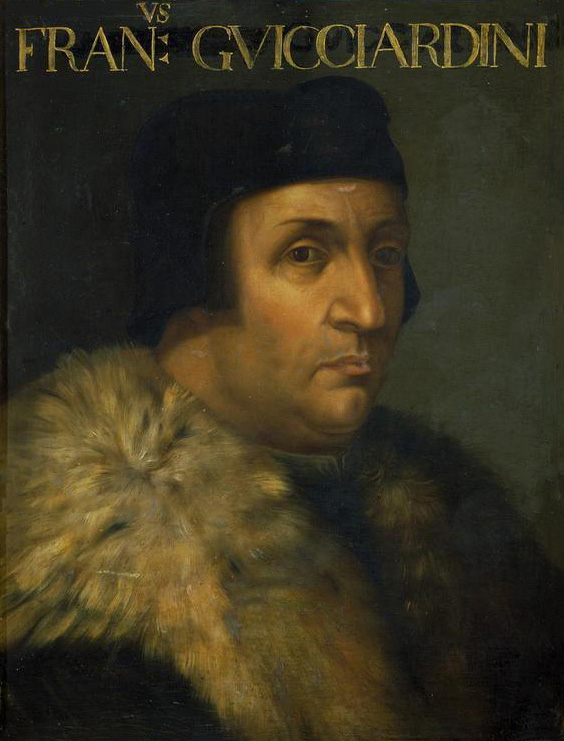
فرانشيسكو غويتشاردي

و أخيرا تحصل بورسو في عام 1452 من الإمبراطور فرديناند الثالث على لقب دوق مودينا وريدجو. يُـذكر خليفة بورسو إركولي الأول بأنه أرهق كاهل المدينة بضرائب ثقيلة، وأنه استوزر الشاعر ماتيو ماريا بوياردو بمهمة القضاء على عنف العصابات في الريف.
خلف إركولي ابنه ألفونسو الأول في سنة 1595، الذي بعد مرور ثمانية أعوام سلّم المدينة إلى دوق أوربينو والبابا يوليوس الثاني. دخلت فلك البابوية، فمرّت السيادة أولا إلى لاون العاشر ثم إلى هدريانوس السادس.
أثناء حكم البابوية حرّك نزاع رهباني في سان رفاييلي الشحناء بين عائلتي بيبي وسكايولا، فتكون فصيلي تافولا وكوتشينا. لتسوية النزاع وإعادة الهدوء للمدينة، استعمل الحاكم البولوني جوفاني غوتساديني. ولكنه آل بيبي، الذين نفاهم دبّروا مؤامرة وقاموا بطعنه في الكاتدرائية بينما كان يستمع للعظة (28 يونيو 1517). حاول خليفته الفيلسوف والسياسي والمؤرخ الفلورنسي فرانشيسكو غويتشارديني تهدئة الأرواح وتحرير الجبال من العصابات التي يقودها دومينيكو أموروتو وكاربيتيتي.
بعد وفاة هادريانوس السادس عاد آل إستى مع ألفونسو الأول، والذي استقبل بالاحتفالات في 29 سبتمبر 1523. بيد أن الدوق ألفونسو كان مضطراً لدفع مبلغ كبير للبابا ليتحصل على تأكيد تنصيبه من الإمبراطور شارل الخامس، وتحصل على ذلك 1531.
خلف ألفونسو الأول (مات 1534) ابنه إركولي الثاني ابن لوكريسيا بورجا الذي حصـّن أسوار المدينة مُدمراً ضواحيها.
لمـّا مات ألفونسو الثاني خليفة إركولي الثاني دون ذرية، خلفه ابن عمه تشيزري ديستي، والذي بسبب وضعه كإبنٍ غير شرعي خـَسـِر دوقية فيرارا التي صارت جزءاً من الدولة البابوية (1598)، كما أنتقلت العاصمة من فيرارا إلى مودينا. في هذه السنوات شهدت ريدجو ازدهاراً فنياً هاماً ارتبط بأعمال بناء كاتدرائية غيارا.
حكم الدوق تشيزري مدة ثلاثين عاماً قبل أن يتوفى في عام 1628 وظل إبنه وخليفته ألفونسو الثالث على العرش مدة سبعة أشهر قبل تخليه ليصبح راهباً فرانسيسكانياً، فآلى أمر الدوقية إلى ابنه فرانشيسكو الأول الذي كان عليه مواجهة عبور قوات ومحاولات ضم من قـِـبل قوات أجنبية وفضلاً عن تفشي الطاعون الذي كان له في ريدجو 6000 ضحية.
خليفته ألفونسو الرابع توفي في سنة 1662 عن عمر يناهز الثامنة والعشرين. وكان قد استلم من إسبانيا سنة 1659 إمارة كوريدجو موضع نزاع في السنوات السابقة.
استمرت سيادة آل إستي دون توقف حتى سنة 1702، عندما احتلت القوات الفرنسية والإسبانية المدينة وأراضيها، وفي وقت لاحق القوات الإمبراطورية (1733-34) في إطار الحرب الخلافة.
أعادت معاهدة آخن (1748) الدوقية لفرانشيسكو الثالث الذي أعقبه (1780) إركولي الثالث وهو الفرع المباشر الأخير من لآل إستي. اتبع الدوق إركولي سياسة الشمولية المستنيرة، مشجعاً الأعمال الشعبية، وحاداً من نفوذ رجال الدين. باندلاع الثورة الفرنسية وما تلاها من اجتياح جيوش النابليونية فرّ من الدوقية تاركاً مجلساً للوصاية على العرش (8 مايو 1796) ومفاوضاً نابليون بونابرت حول الهدنة.

### العهد النابوليوني

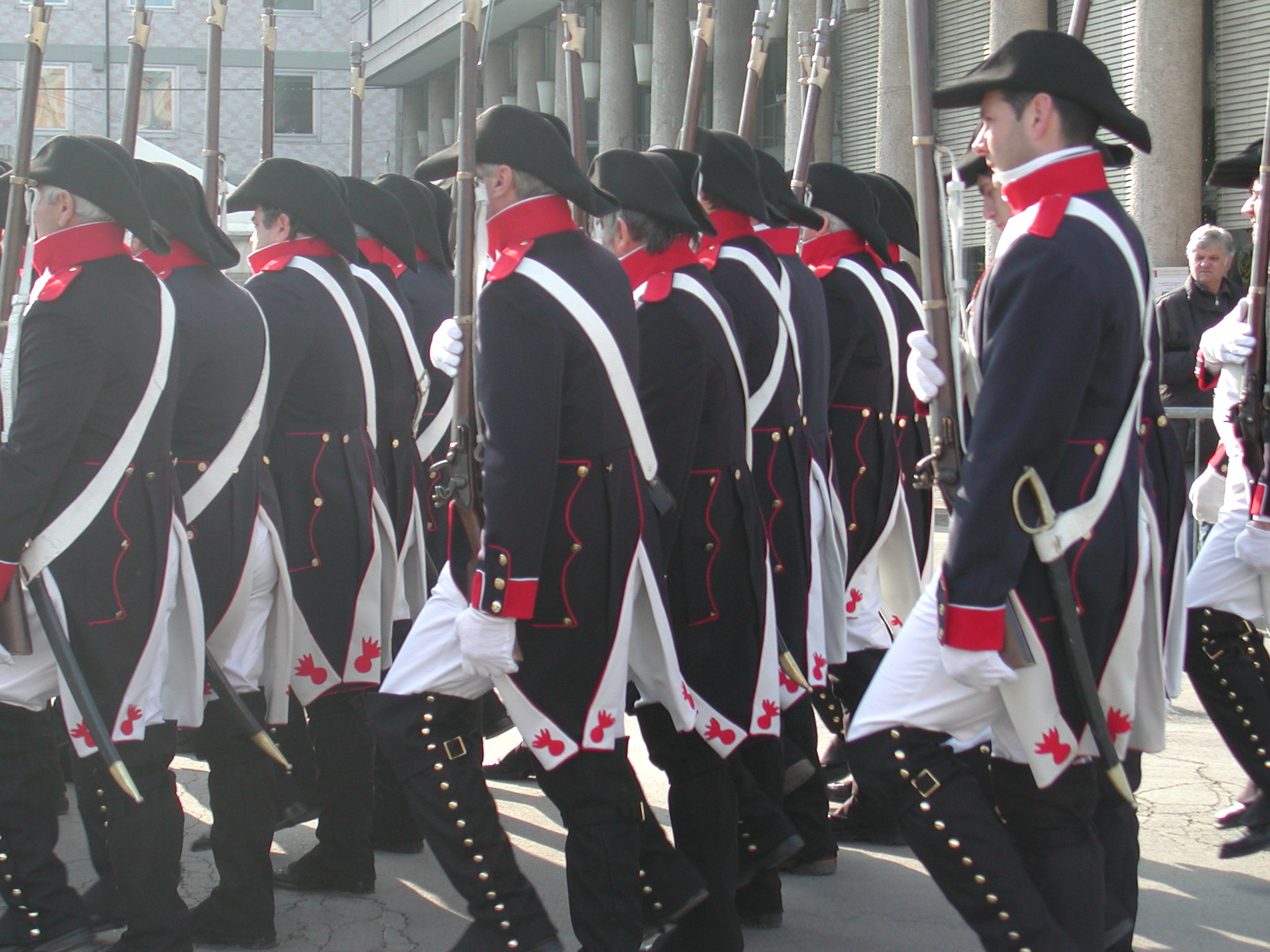
الحرس المدني في زي نابوليون

تم تحية وصول القوات الجمهورية الفرنسية بحماس في المدينة. وفي 21 أغسطس 1796 أبعدت الحامية الدوقية المكونة من 600 رجل، وطالب مجلس الشيوخ بحكم ريدجو ودوقيتها. يوم 26 سبتمبر صد متطوعي الحكومة المؤقتة طابورا نمساويا في معركة مونتيكياروغولو، ورغم صغره إلا أن هذا الصدام يعتبر الأول في عملية الإحياء الإيطالي. منح نابليون نفسه الريدجانيين 500 بندقية و 4 مدافع. ولاحقا احتل إميليا وشكل مقاطعة جديدة، وأعلن عن قيام الجمهورية البادانية في ريدجو في 7 يناير من عام 1797.
أعادت معاهدة فيينا فرانشيسكو الرابع ديستي إلى ريدجو عام 1815. وفي عام 1831 ثارت مودينا عليه حذت حذوها ريدجو مشكلة فيالق تحت قيادة الجنرال كارلو زوكي. ولكن في التاسع من مارس استولى الدوق على المدينة بحماية جنود نمساويين.
غادر الدوق فرانشيسكو الخامس دولته خوفا من ثورة في عام 1848. أعلنت ريدجو انضمامها إلى بييمونتي. هزيمة هؤلاء الأخيرين في معركة نوفارا أعاد للمدينة مرة أخرى لسيطرة آل إستي. في عام 1859 إتحدت ريدجو تحت حكم الدكتاتور لويجي كارلو فاريني مرة أخرى بإيطاليا، وباستفتاء العاشر من مارس من عام 1860 دخلت نهائيا في المملكة الموحدة الجديدة.

### العصر الحديث
لاحقا مرت ريدجو بمرحلة نمو اقتصادى وسكاني منذ عام 1873 حتى تدمير الأسوار القديمة. كان يقطنها في عام 1911 70000 ساكن. نمت بها تقاليد اشتراكية قوية. قمع لاحقا النظام الفاشي الريدجانيين بسبب هذه الميول والتقاليد. وفي يوم السادس والعشرون من تموز يوليو من عام 1943 هلل الريدجانيون بحماس لسقوط النظام الفاشي. وكانت قد تكونت العديد من عصابات المقاومة الحزبية في أرياف المدينة.
في عام 1974 أهدى كاتب أدب الأطفال، اليساري الإيطالي جانو روداري كتابه «قواعد الخيال» إلى مدينة ريدجو إيميليا.

## معرض الصور

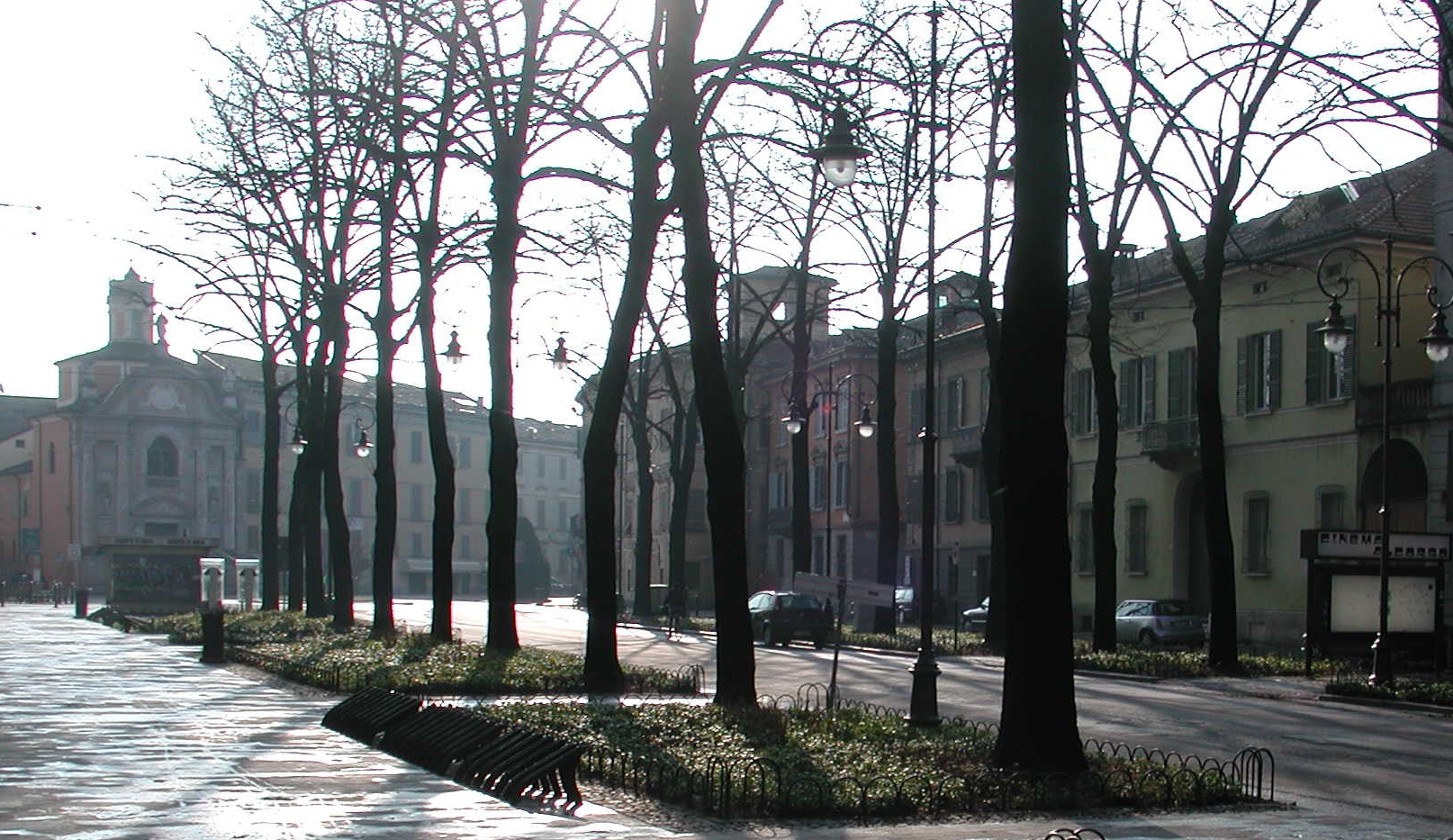
شارع غاريبالدي
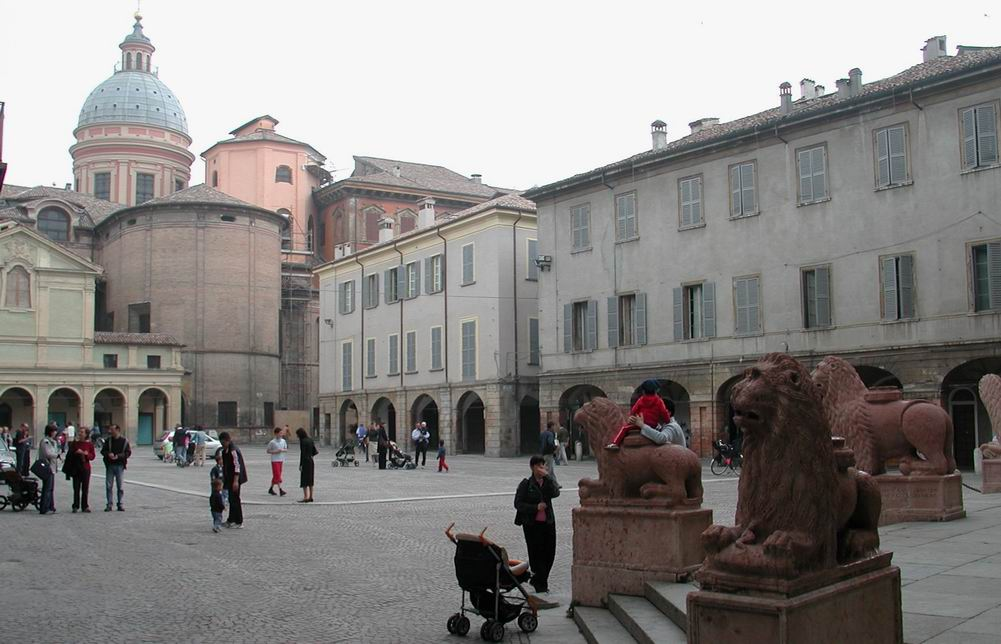
ساحة سان بووسبيرو وتسمى الساحة الصغيرة
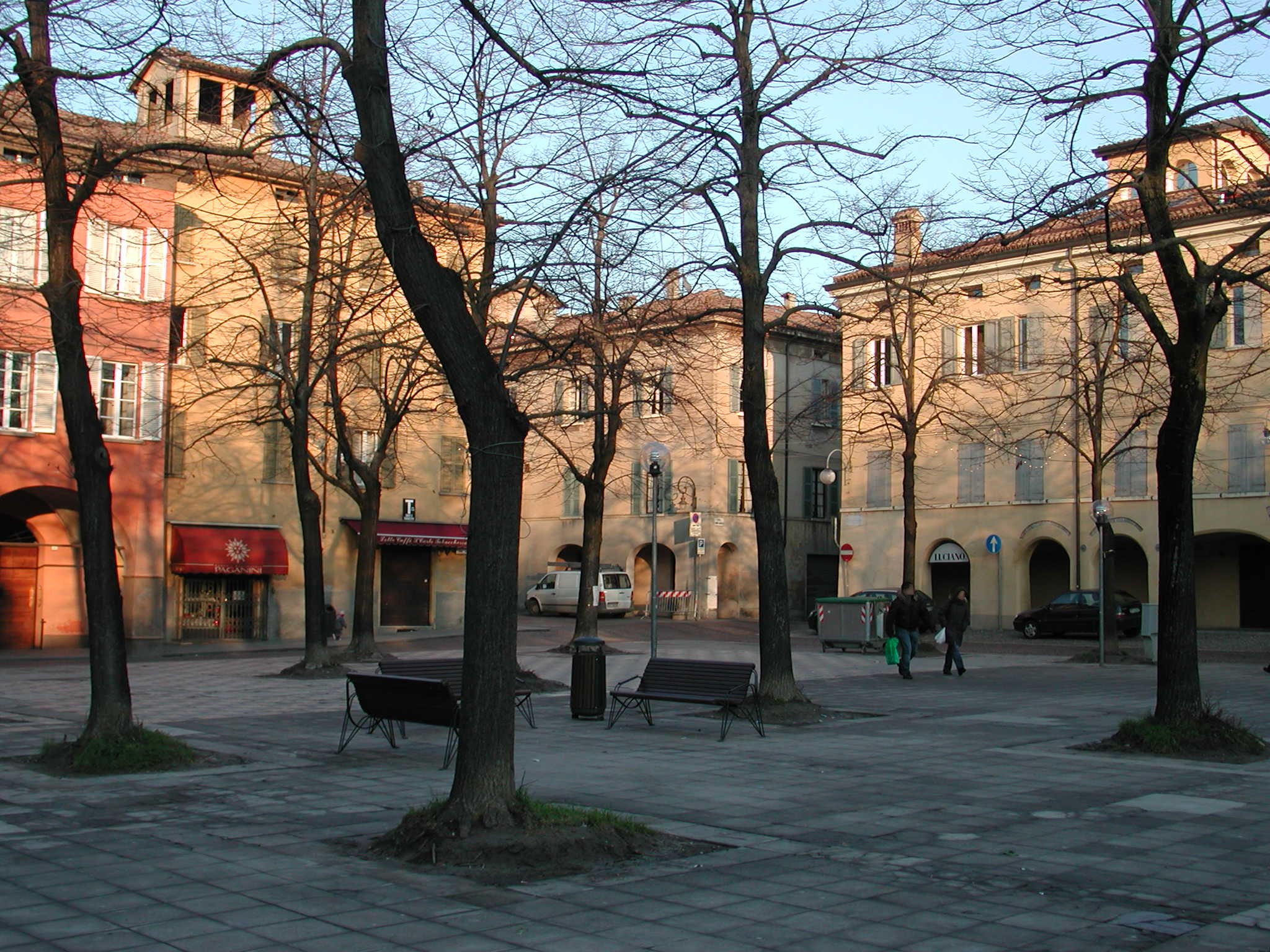
ساحة فونتانيزي
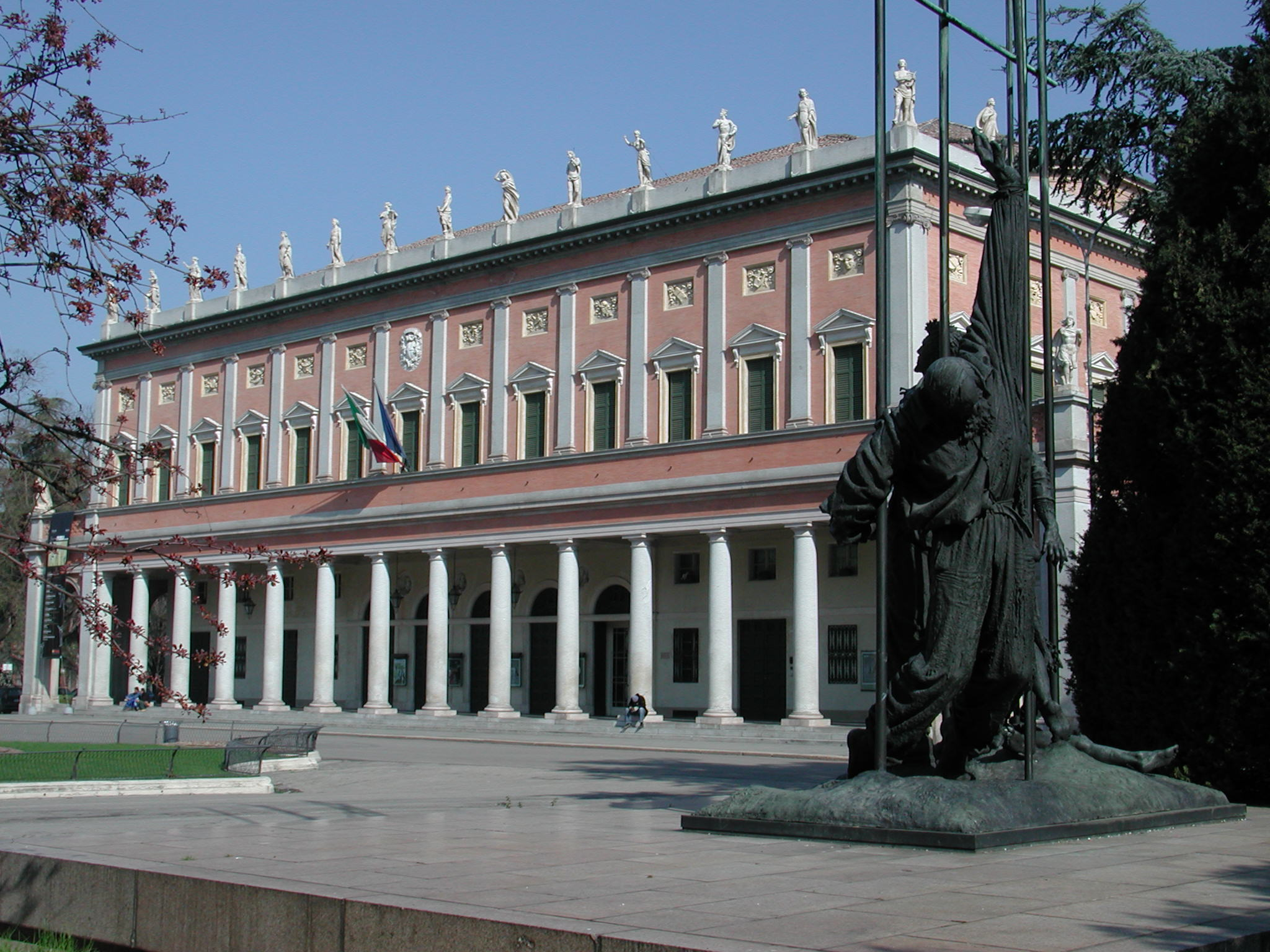
>المسرح البلدي
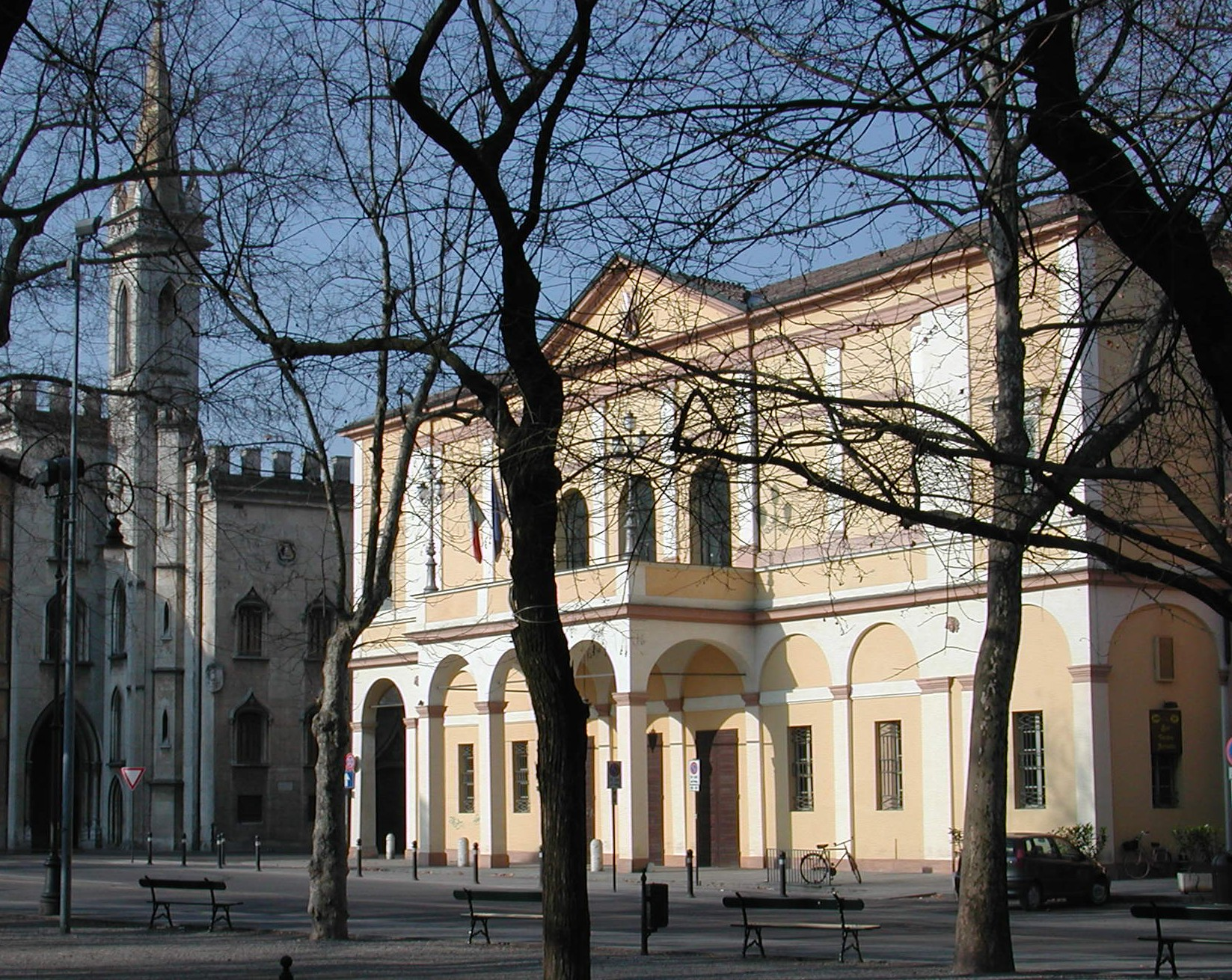
مسرح أريوستو
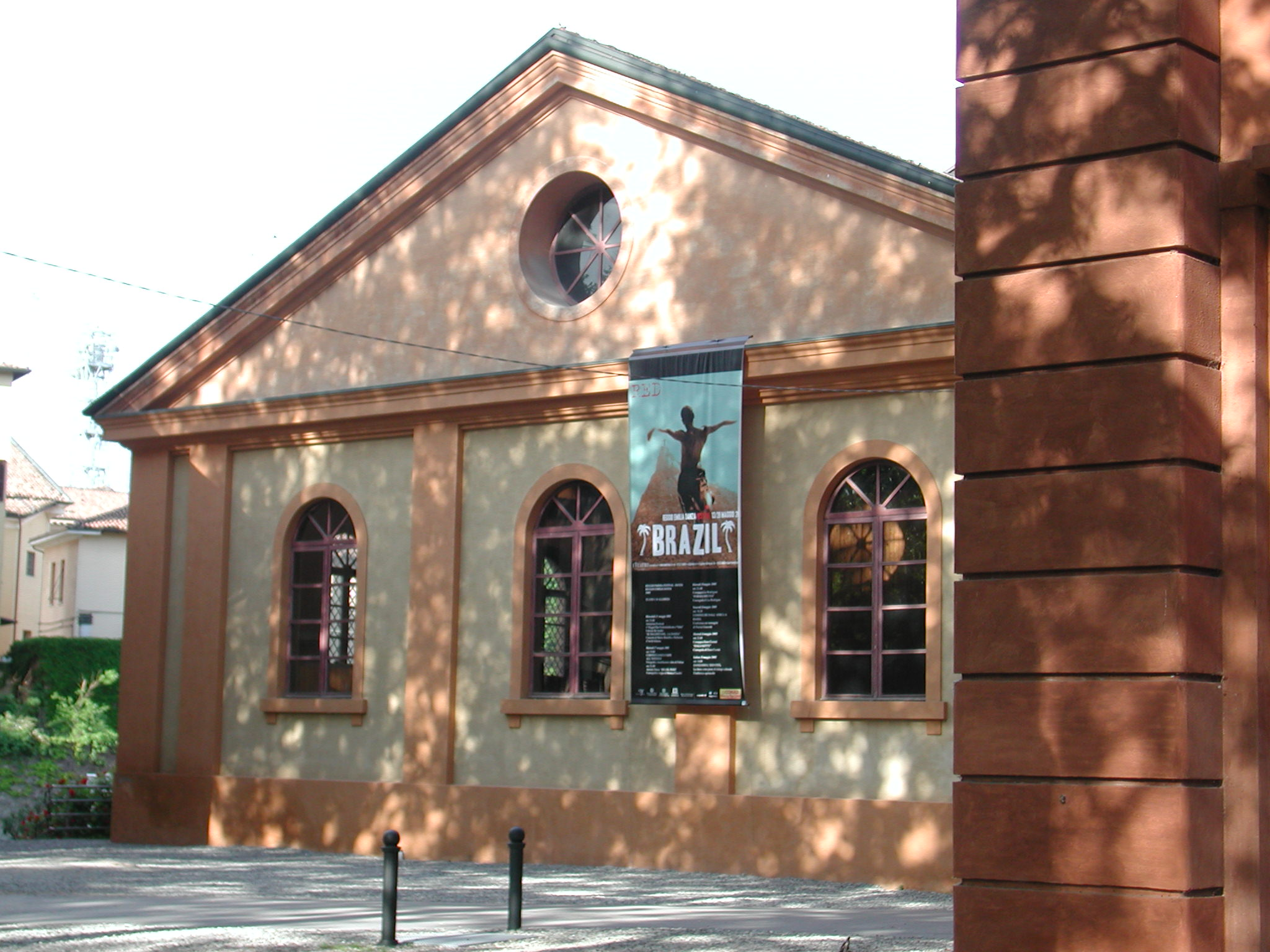
مسرح كافاليريدزا
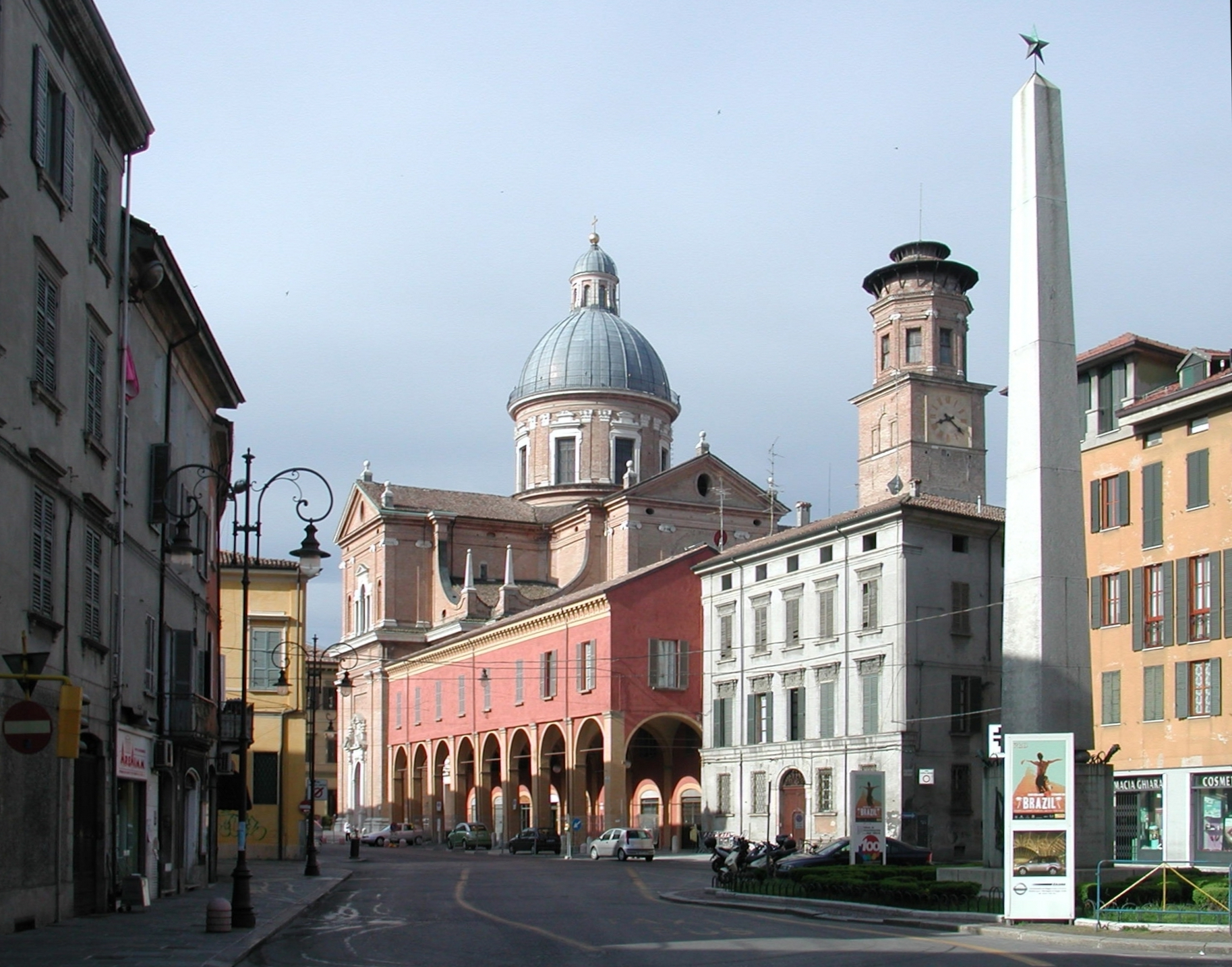
Tempio della Beata Vergine della Ghiara
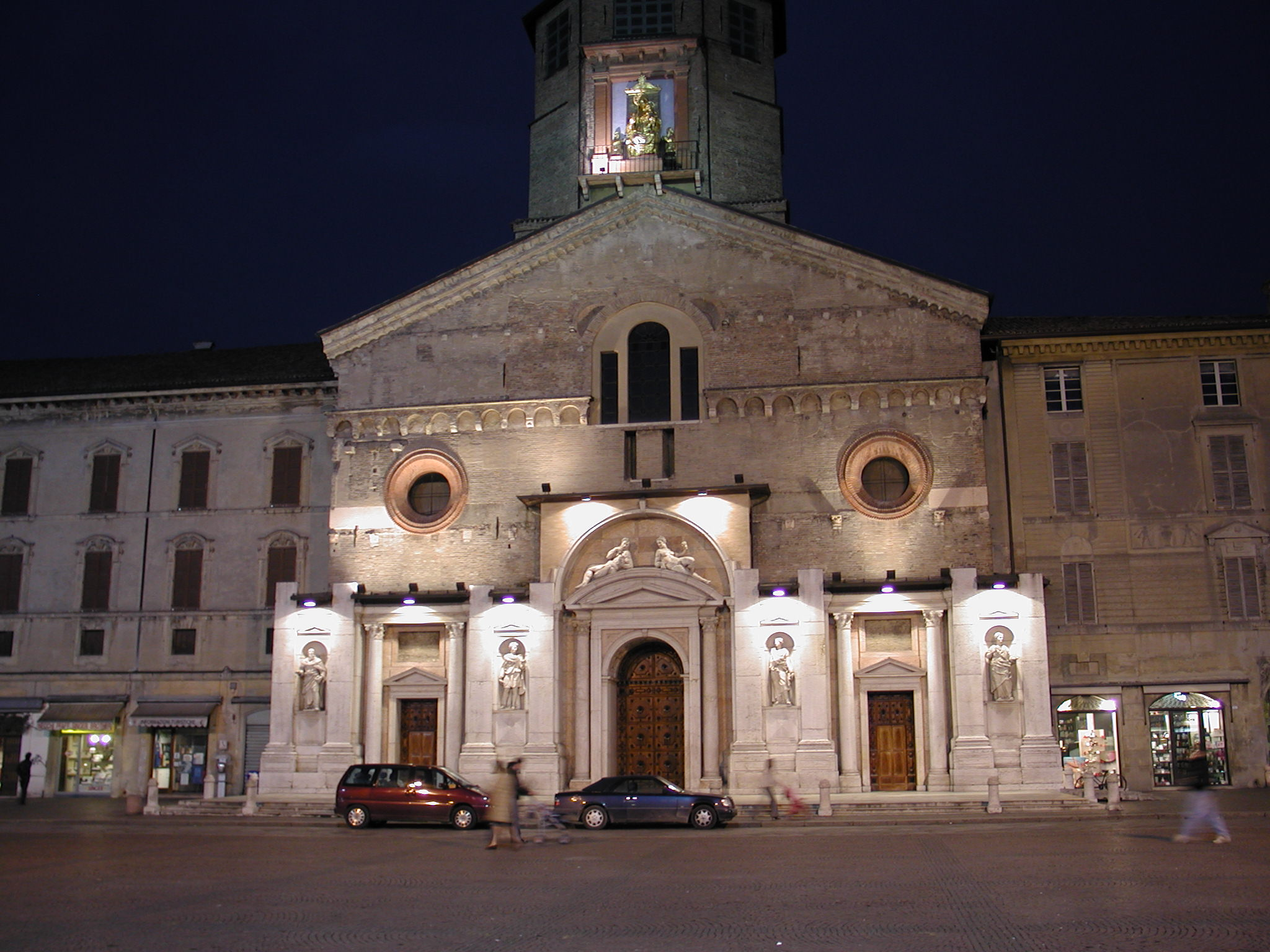
Duomo؛
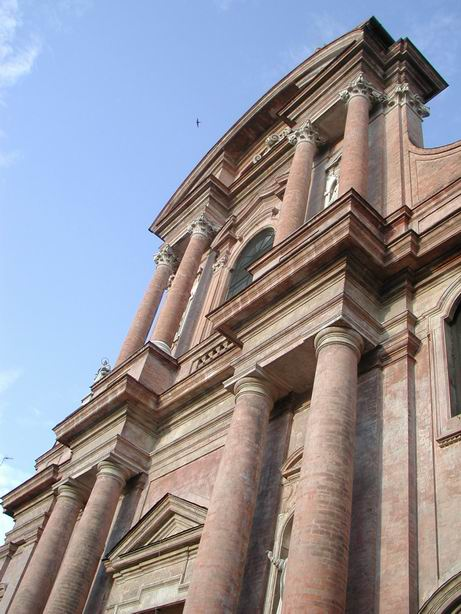
Basilica di San Prospero
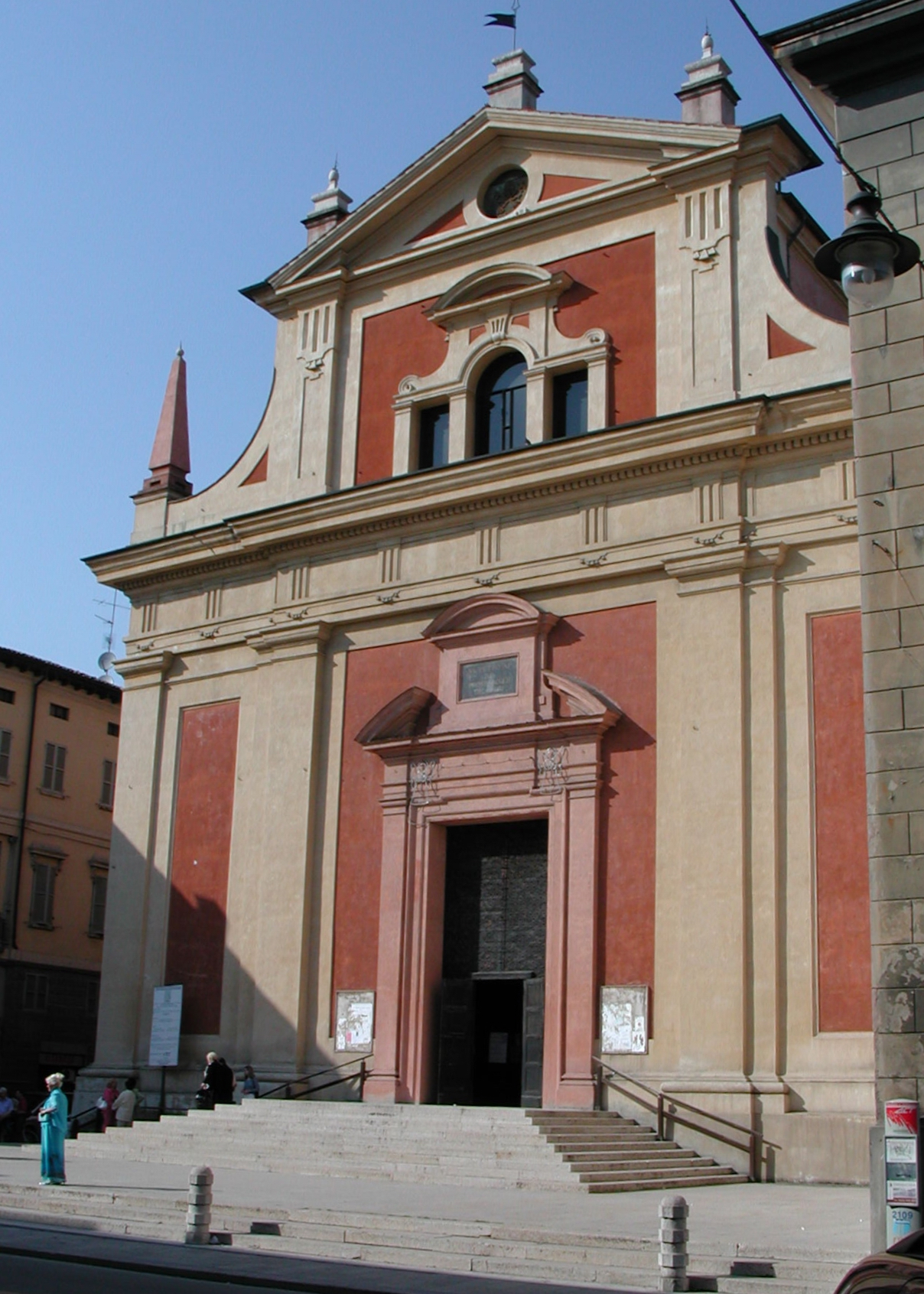
San Pietro
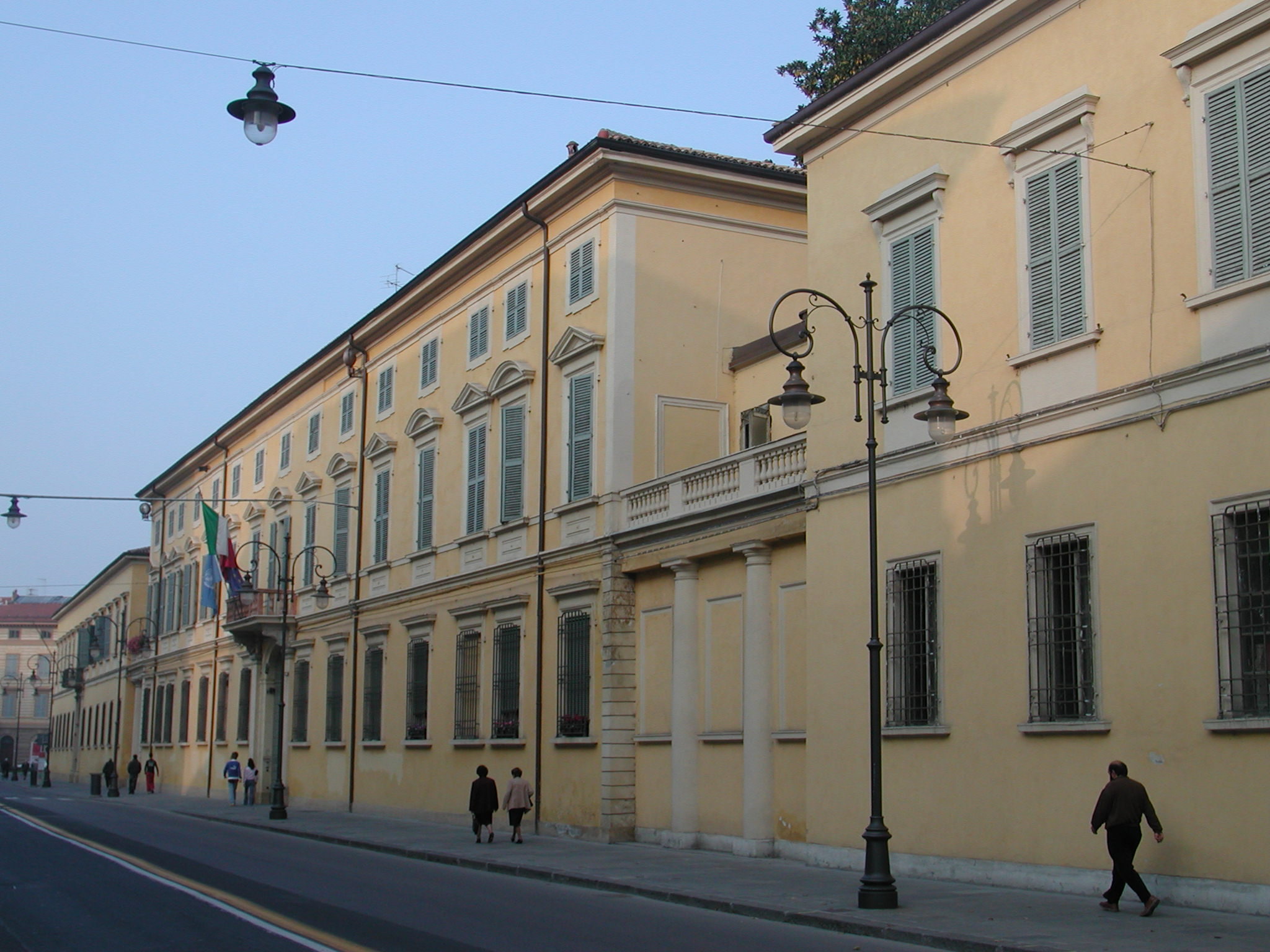
Palazzo Ducale (ora Palazzo del Governo - Palazzo Allende);
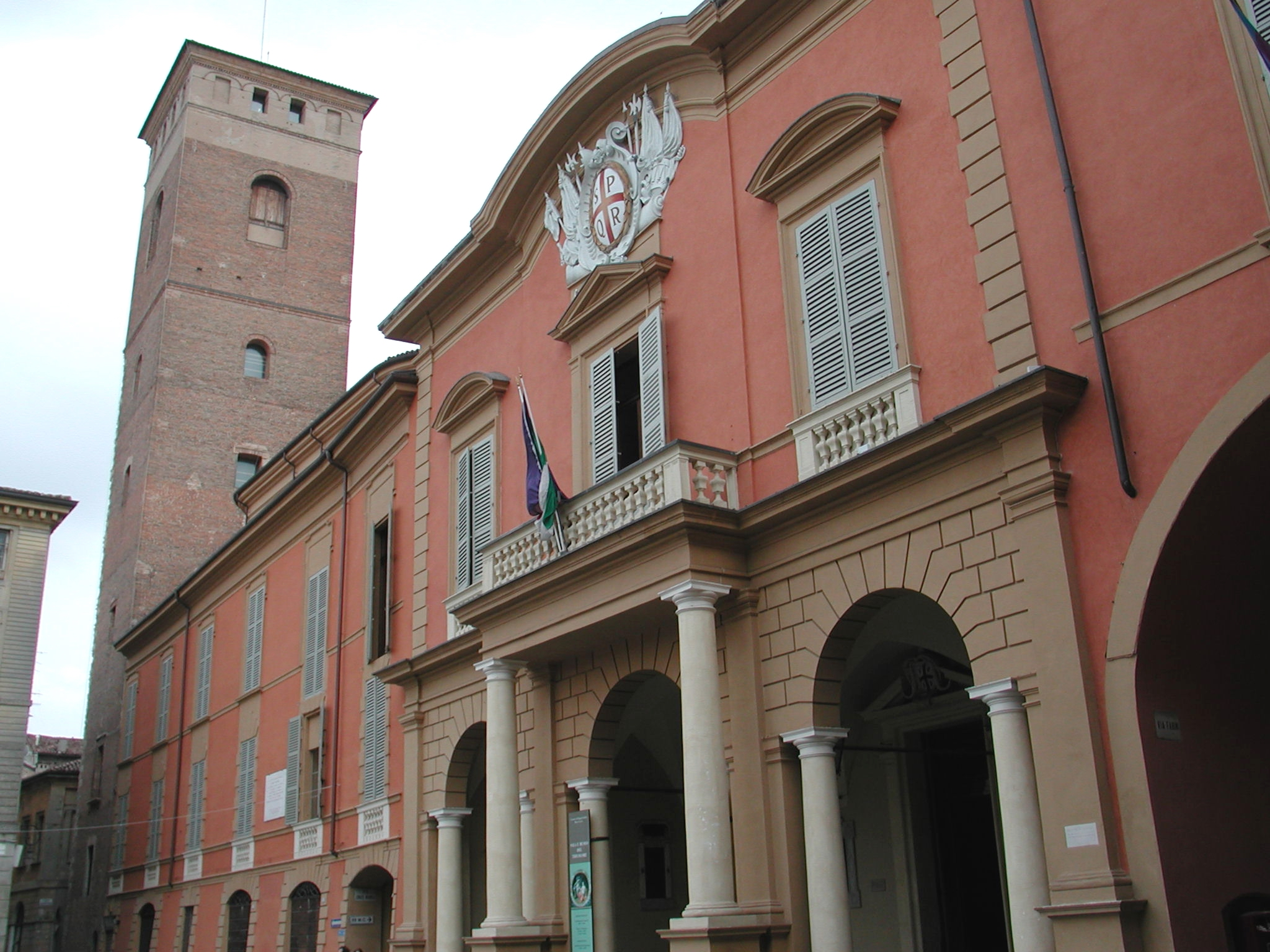
Municipio e Sala del Tricolore  [لغات أخرى]‏;
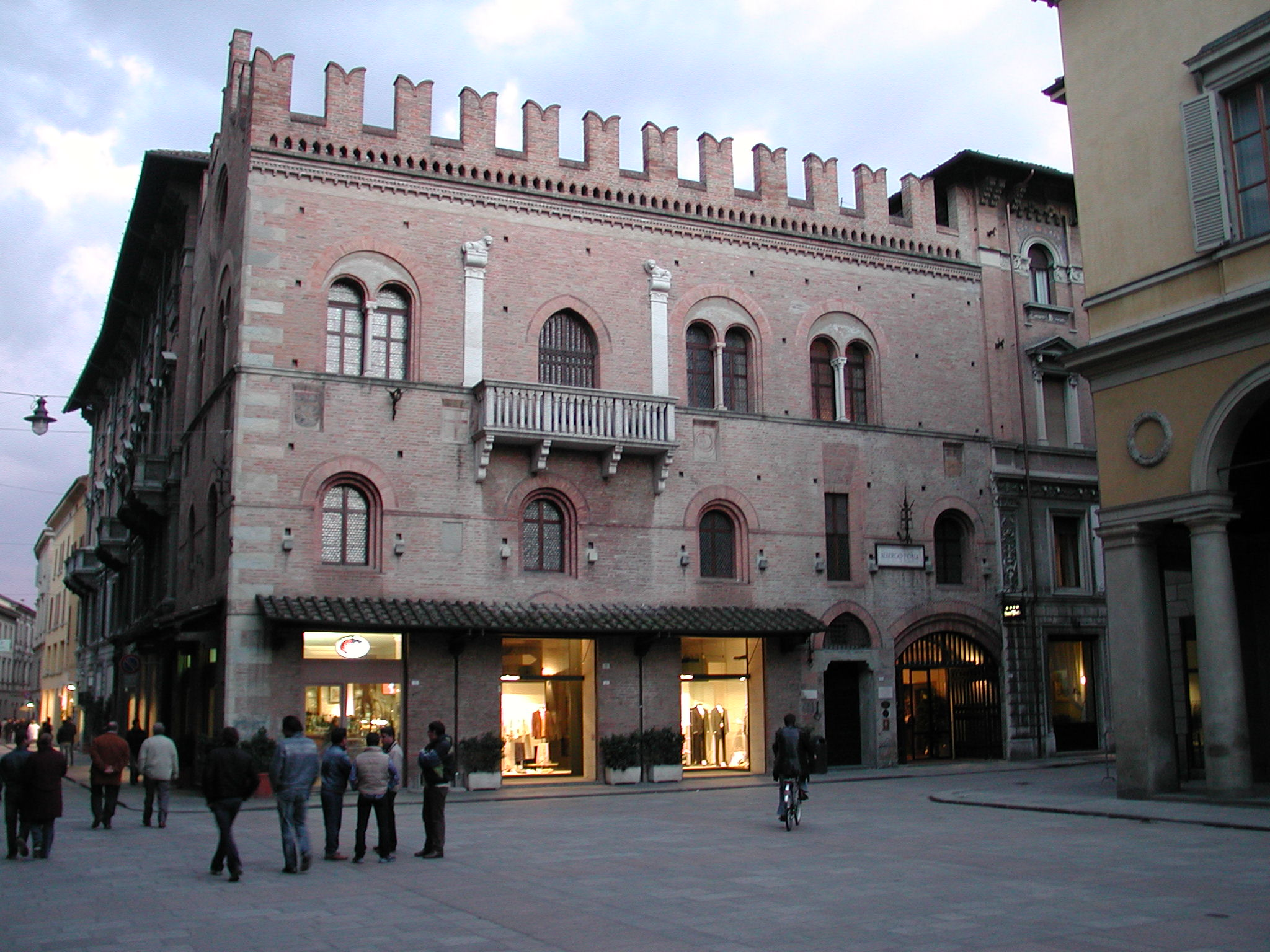
Palazzo del Capitano del Popolo؛
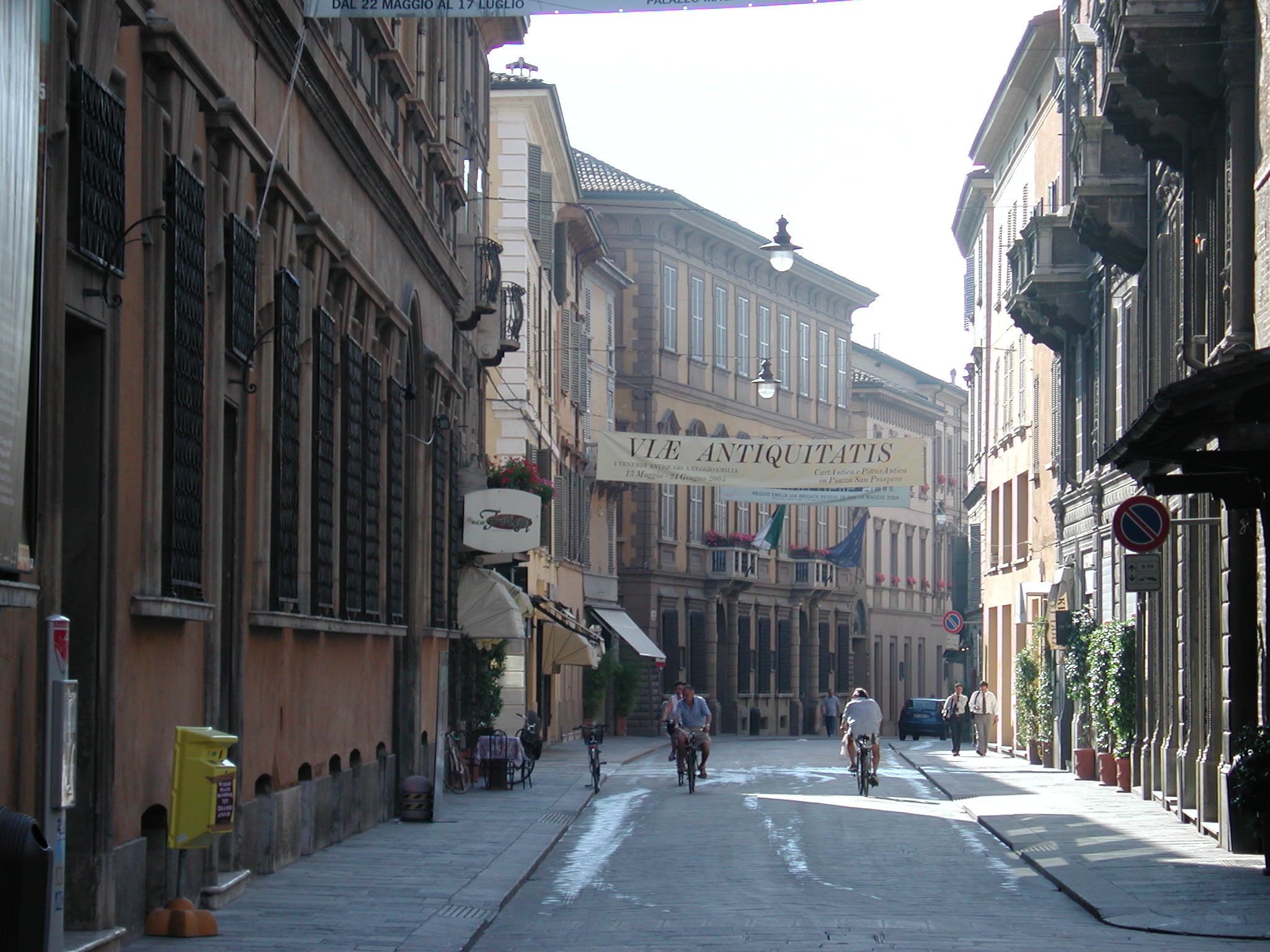
فيا إيميليا؛
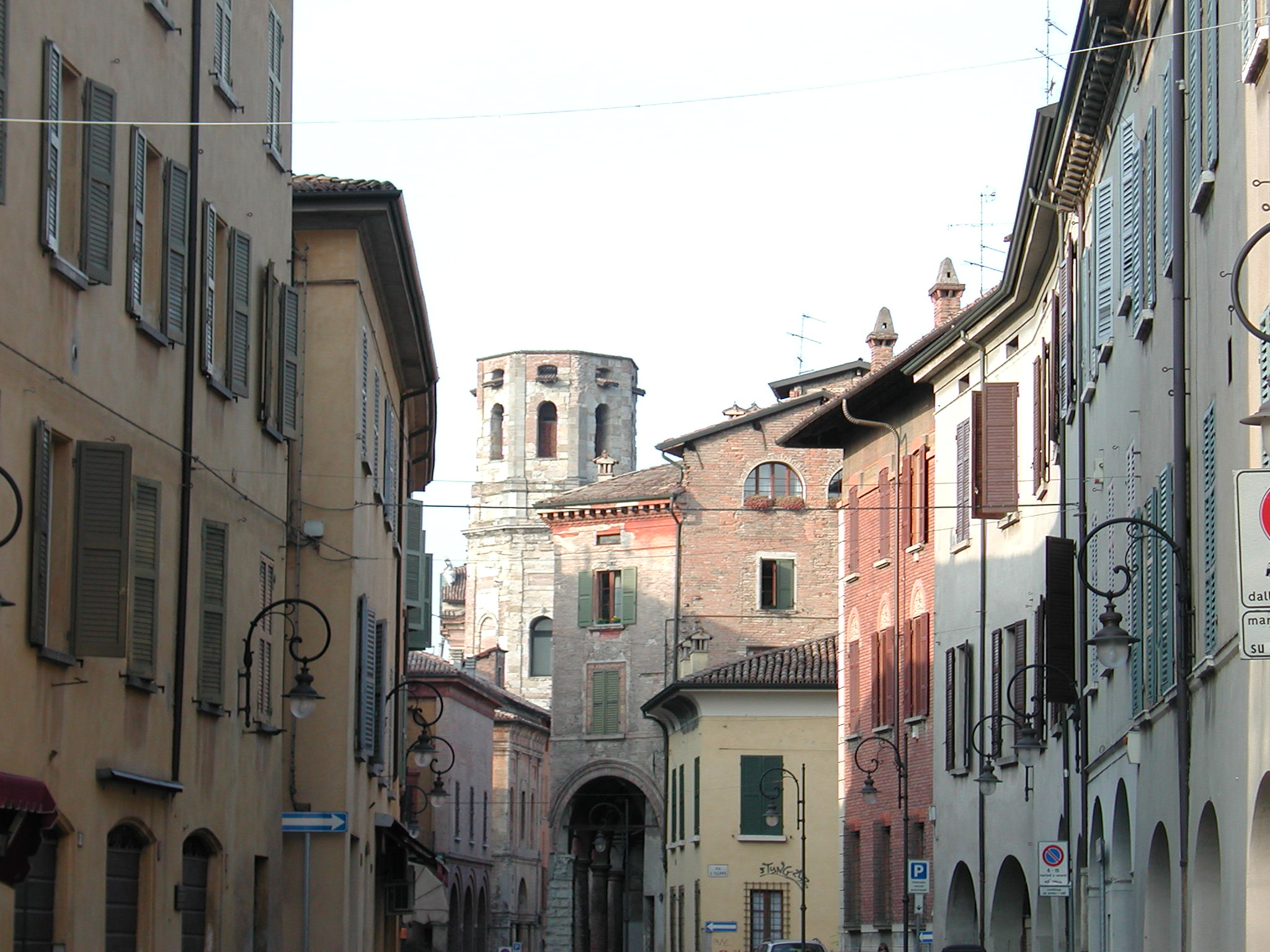
Strade di Reggio Emilia
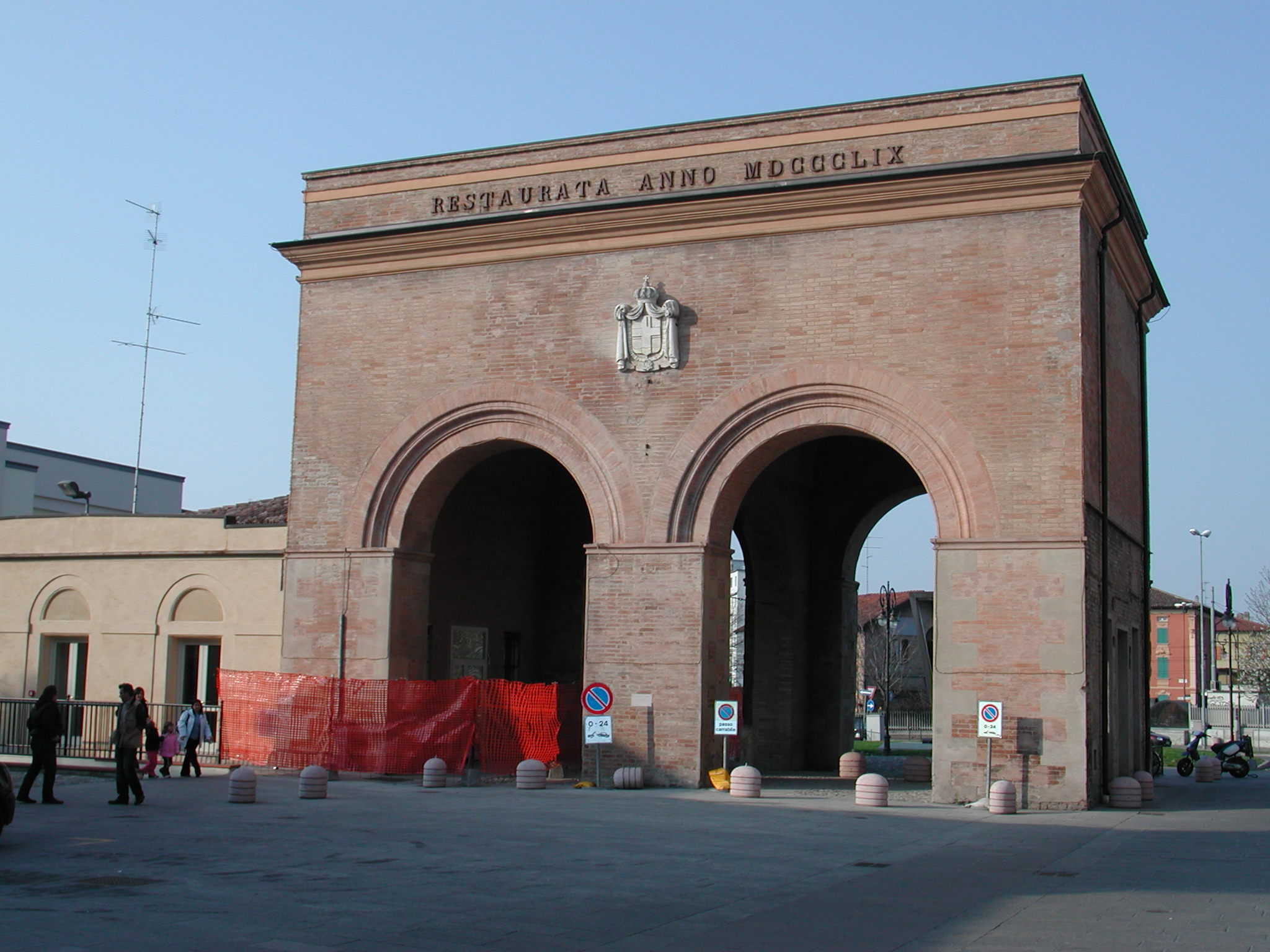
Mura e porte urbane
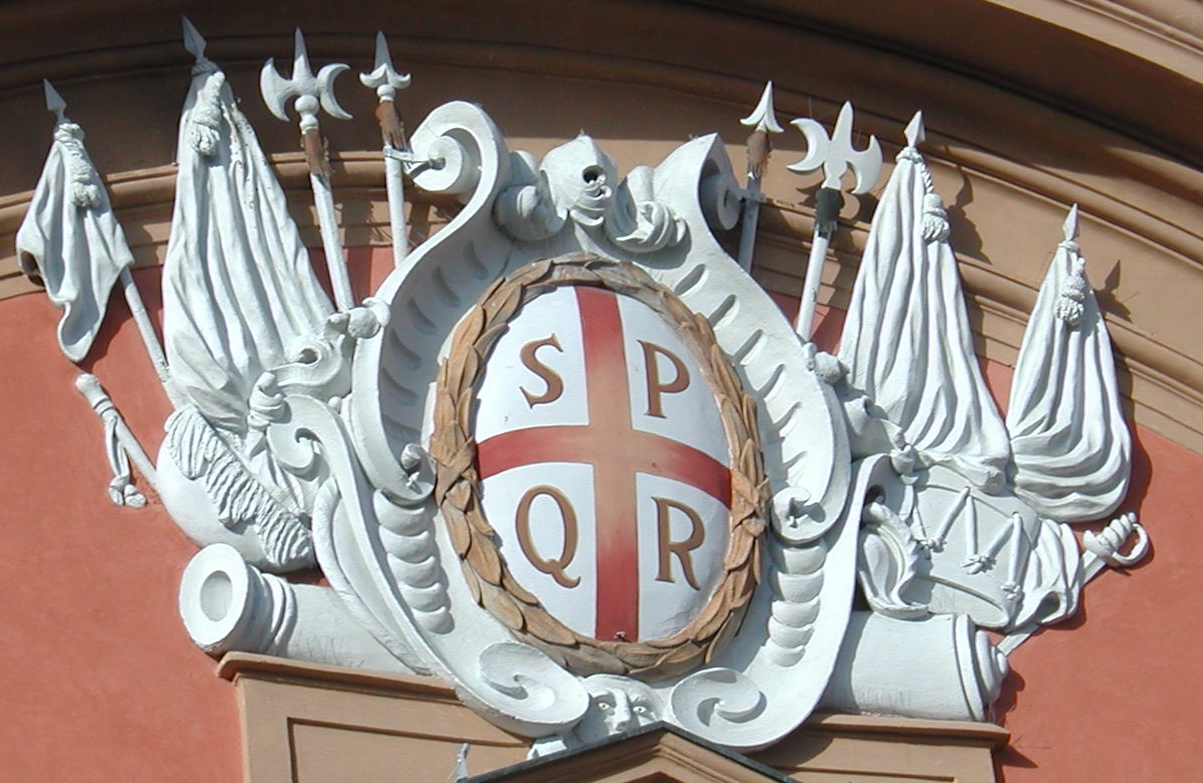
Lo stemma cittadino condivide con Roma l'acronimo شعب ومجلس شيوخ روما
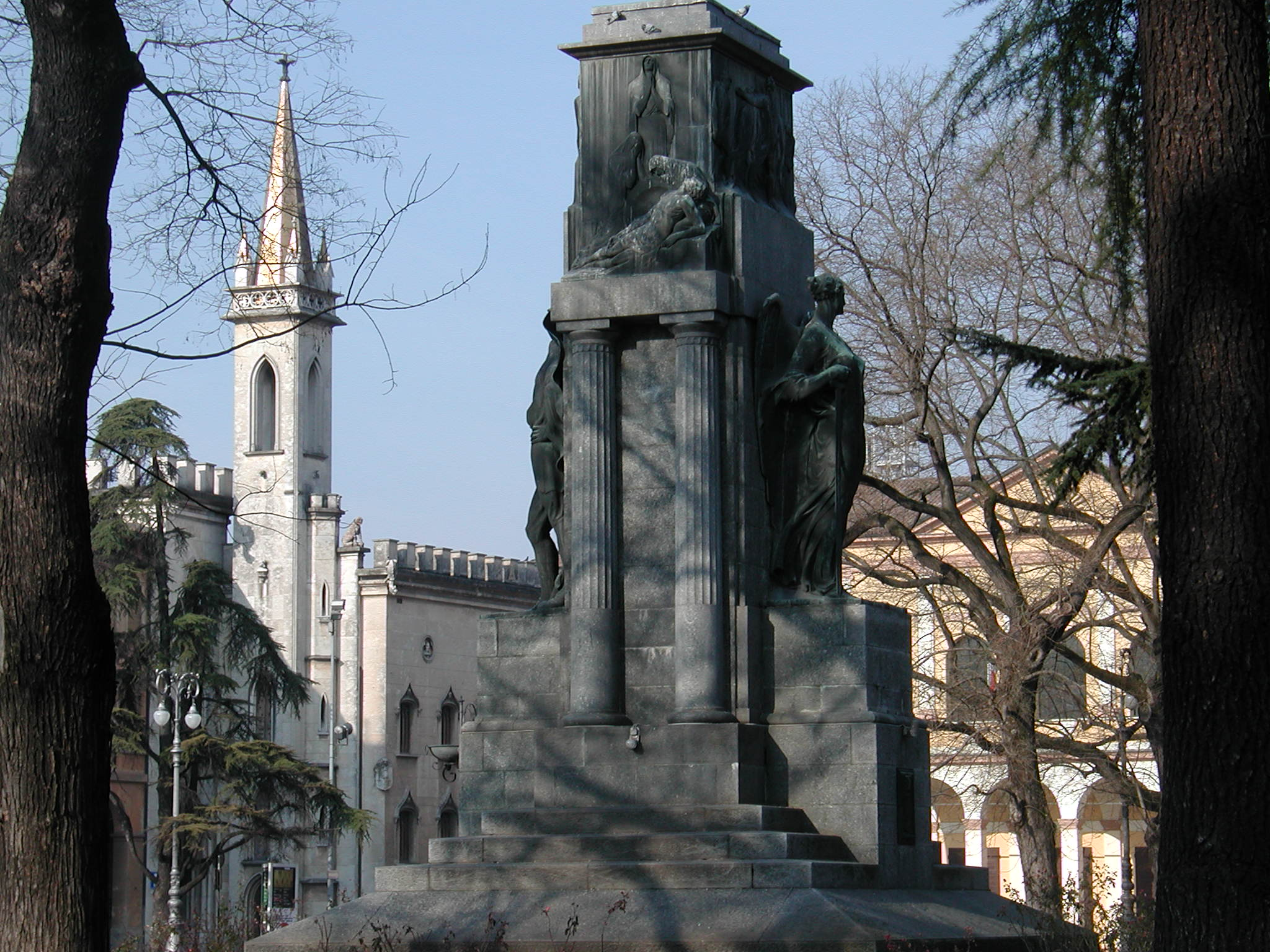
نصب قتلى الحرب العالمية الأولى

1. ↑  "Superficie di Comuni Province e Regioni italiane al 9 ottobre 2011" (بالإيطالية). Istituto nazionale di statistica. Retrieved 2019-03-16.
2. ↑   https://it-ch.topographic-map.com/map-fqg13l/Reggio-nell-Emilia/?zoom=19&center=44.69735%2C10.63024&popup=44.69739%2C10.63022. {{استشهاد ويب}}: |url= بحاجة لعنوان (مساعدة) والوسيط |title= غير موجود أو فارغ (من ويكي بيانات) (مساعدة)
3. ↑   https://demo.istat.it/?l=it. {{استشهاد ويب}}: |url= بحاجة لعنوان (مساعدة) والوسيط |title= غير موجود أو فارغ (من ويكي بيانات) (مساعدة)
4. ↑   https://www.comune.re.it/argomenti/relazioni-internazionali/gemellaggi-e-cittadinanze-onorarie/zadar-croazia. {{استشهاد ويب}}: |url= بحاجة لعنوان (مساعدة) والوسيط |title= غير موجود أو فارغ (من ويكي بيانات) (مساعدة)
5. ↑   https://www.grad-zadar.hr/povelje-o-prijateljstvu-436/. {{استشهاد ويب}}: |url= بحاجة لعنوان (مساعدة) والوسيط |title= غير موجود أو فارغ (من ويكي بيانات) (مساعدة)
6. ↑   https://www.comune.re.it/argomenti/relazioni-internazionali/gemellaggi-e-cittadinanze-onorarie/bydgoszcz-polonia. {{استشهاد ويب}}: |url= بحاجة لعنوان (مساعدة) والوسيط |title= غير موجود أو فارغ (من ويكي بيانات) (مساعدة)
7. ↑   https://www.comune.re.it/argomenti/relazioni-internazionali/gemellaggi-e-cittadinanze-onorarie/chisinau-moldavia. {{استشهاد ويب}}: |url= بحاجة لعنوان (مساعدة) والوسيط |title= غير موجود أو فارغ (من ويكي بيانات) (مساعدة)
8. ↑   http://www.chisinau.md/pageview.php?l=ro&idc=1069&t=/Orasul/Descriere-orae/Reggio-Emilia-Italia&. {{استشهاد ويب}}: |url= بحاجة لعنوان (مساعدة) والوسيط |title= غير موجود أو فارغ (من ويكي بيانات) (مساعدة)
9. ↑   https://www.comune.re.it/argomenti/relazioni-internazionali/gemellaggi-e-cittadinanze-onorarie/dijon-francia. {{استشهاد ويب}}: |url= بحاجة لعنوان (مساعدة) والوسيط |title= غير موجود أو فارغ (من ويكي بيانات) (مساعدة)
10. ↑   https://www.dijon.fr/Dijon-Capitale/Ville-internationale/Villes-partenaires. {{استشهاد ويب}}: |url= بحاجة لعنوان (مساعدة) والوسيط |title= غير موجود أو فارغ (من ويكي بيانات) (مساعدة)
11. ↑   https://www.comune.re.it/argomenti/relazioni-internazionali/gemellaggi-e-cittadinanze-onorarie/forth-worth-stati-uniti. {{استشهاد ويب}}: |url= بحاجة لعنوان (مساعدة) والوسيط |title= غير موجود أو فارغ (من ويكي بيانات) (مساعدة)
12. ↑   https://www.comune.re.it/argomenti/relazioni-internazionali/gemellaggi-e-cittadinanze-onorarie/girona-spagna. {{استشهاد ويب}}: |url= بحاجة لعنوان (مساعدة) والوسيط |title= غير موجود أو فارغ (من ويكي بيانات) (مساعدة)
13. ↑   https://www.comune.re.it/argomenti/relazioni-internazionali/gemellaggi-e-cittadinanze-onorarie/kragujevac-serbia. {{استشهاد ويب}}: |url= بحاجة لعنوان (مساعدة) والوسيط |title= غير موجود أو فارغ (من ويكي بيانات) (مساعدة)
14. ↑   https://www.comune.re.it/argomenti/relazioni-internazionali/gemellaggi-e-cittadinanze-onorarie/polokwane-sud-africa. {{استشهاد ويب}}: |url= بحاجة لعنوان (مساعدة) والوسيط |title= غير موجود أو فارغ (من ويكي بيانات) (مساعدة)
15. ↑   https://www.comune.re.it/argomenti/relazioni-internazionali/gemellaggi-e-cittadinanze-onorarie/schwerin-germania. {{استشهاد ويب}}: |url= بحاجة لعنوان (مساعدة) والوسيط |title= غير موجود أو فارغ (من ويكي بيانات) (مساعدة)
16. ↑   https://www.schwerin.de/kultur-tourismus/Information/stadtportrait/staedtepartnerschaften/reggio-emilia/. {{استشهاد ويب}}: |url= بحاجة لعنوان (مساعدة) والوسيط |title= غير موجود أو فارغ (من ويكي بيانات) (مساعدة)
17. ↑   https://www.comune.re.it/argomenti/relazioni-internazionali/gemellaggi-e-cittadinanze-onorarie/pemba-mozambico. {{استشهاد ويب}}: |url= بحاجة لعنوان (مساعدة) والوسيط |title= غير موجود أو فارغ (من ويكي بيانات) (مساعدة)
18. ↑   https://www.comune.re.it/argomenti/relazioni-internazionali/gemellaggi-e-cittadinanze-onorarie/sarajevo-centar-bosnia-ed-erzegovina. {{استشهاد ويب}}: |url= بحاجة لعنوان (مساعدة) والوسيط |title= غير موجود أو فارغ (من ويكي بيانات) (مساعدة)
19. ↑   https://www.comune.re.it/argomenti/relazioni-internazionali/gemellaggi-e-cittadinanze-onorarie/beit-jala-palestina. {{استشهاد ويب}}: |url= بحاجة لعنوان (مساعدة) والوسيط |title= غير موجود أو فارغ (من ويكي بيانات) (مساعدة)
20. ↑  بيانات من موقع ISTAT - Istituto nazionale di statistica (ISTAT)؛  اطلع عليه بتاريخ 28-12-2012. نسخة محفوظة 7 فبراير 2020 على موقع واي باك مشين.
21. ↑  "Rodari Days Reggio Emilia". Fondazione Reggio Children. 22 أكتوبر 2020. مؤرشف من الأصل في 2020-12-05. اطلع عليه بتاريخ 2021-02-22.